# Beach 67th Street
Beach 67th Street – stacja metra nowojorskiego, na linia A. Znajduje się w dzielnicy Queens, w Nowym Jorku i zlokalizowana jest pomiędzy stacjami Broad Channel i Beach 60th Street. Została otwarta 28 czerwca 1956.